# Machimus parvus
Machimus parvus là một loài ruồi trong họ Asilidae. Machimus parvus được Ricardo miêu tả năm 1919. Loài này phân bố ở miền Ấn Độ - Mã Lai.